# Radolišta
Radolišta es un pueblo ubicado en el municipio de Struga, en la región Sudoeste, Macedonia del Norte.

## Superficie
Posee una superficie de 14,38 kilómetros cuadrados.

## Demografía
Hasta 2021 la población era de 2067 habitantes, con una densidad de población de 143,8 habitantes por kilómetro cuadrado.
| Gráfica de evolución demográfica de Radolišta entre 1981 y 2021                      |
|                                                                                      |
| Datos según Population statistics of Eastern Europe & former USSR y City Population. |